# Vela Učka
Pour l’article homonyme, voir Vela.
Vela Učka (en italien : Montemaggiore d'Istria) est une localité de Croatie située dans la municipalité d'Opatija et dans le comitat de Primorje-Gorski Kotar. En 2001, la localité comptait 30 habitants.

## Démographie
| 1948 | 1953 | 1961 | 1971 | 1981 | 1991 | 2001 |
| ---- | ---- | ---- | ---- | ---- | ---- | ---- |
| 106  | 98   | 106  | 62   | 46   | 35   | 30   |